# 1965 في البرتغال
فيما يلي قوائم الأحداث التي وقعت خلال عام 1965 في البرتغال.

## رياضة
- 1 يناير – نهائي كأس أوروبا 1965

## مواليد

### يناير
- 30 يناير – أنطونيو فونسيكا

### مارس
- 15 مارس – فرانسيسكو ريبيرو
- 28 مارس – جايمي ألفيس لاعب كرة قدم برتغالي.

### أبريل
- 26 أبريل – لوسيليو باتيستا حكم كرة قدم برتغالي.

### يوليو
- 9 يوليو – أنطونيو إيساياس كارفاليو ميراندا لاعب كرة قدم برتغالي.
- 27 يوليو – خوسيه مورايس

### أغسطس
- 19 أغسطس – ماريا دي ميديروس

### نوفمبر
- 24 نوفمبر – روي باروس

### ديسمبر
- 4 ديسمبر – كارلوس كارفالهال

## وفيات

### فبراير
- 13 فبراير – هومبرتو ديلغادو (مواليد 1906) سياسي برتغالي.